# Backgördelmätare
Backgördelmätare (Cyclophora quercimontaria) är en fjärilsart som beskrevs av Max Joseph Bastelberger 1897. Backgördelmätare ingår i släktet Cyclophora och familjen mätare. Enligt den finländska rödlistan är arten akut hotad i Finland. Arten är reproducerande i Sverige. Artens livsmiljö är friska och torra lundar. Inga underarter finns listade i Catalogue of Life.

## Bildgalleri

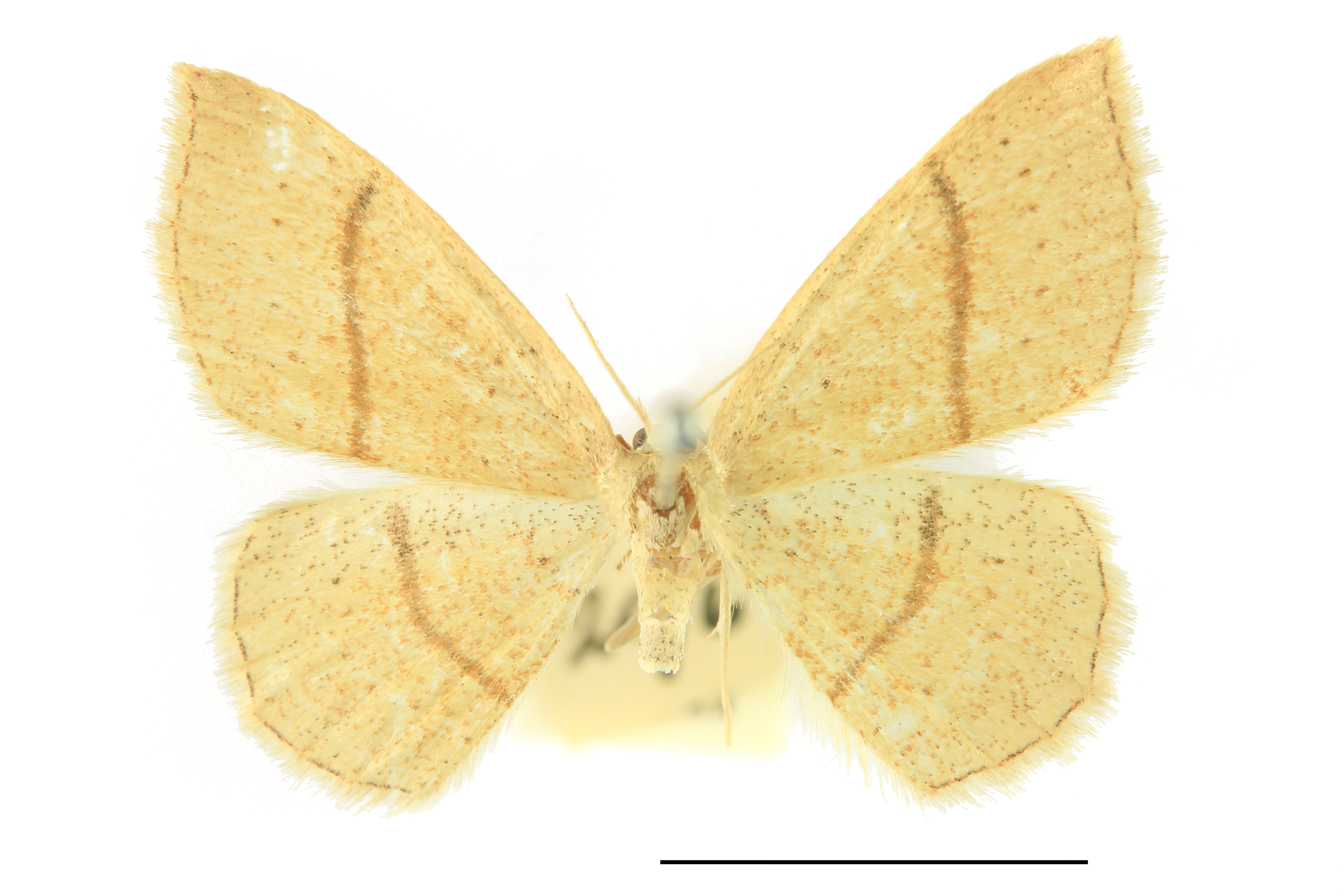
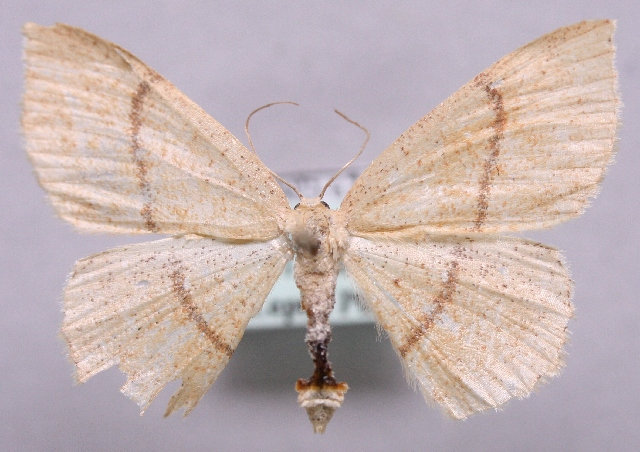